# مایکل بهنا

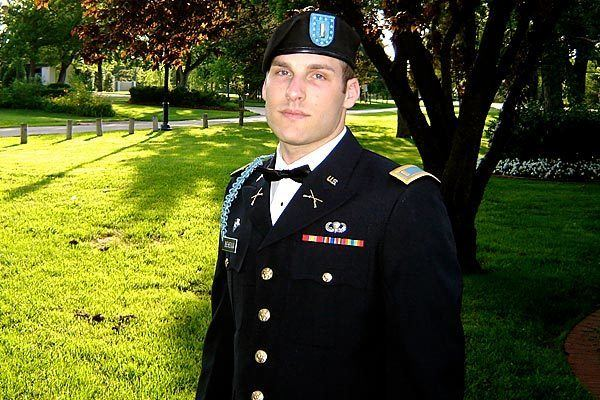
مایکل بهنا - ۲۰۱۱

مایکل چیس بهنا (انگلیسی: Michael Behenna؛ زاده ۱۸ مه ۱۹۸۳) ستوان یکم سابق ارتش ایالات متحده است که در سال ۲۰۰۸ به قتل علی منصور محمد در جریان اشغال عراق محکوم شد. بهنا با گروهی از پرسنل نظامی ایالات متحده که به جنایات جنگی محکوم شده‌اند، مرتبط است. او به ۲۵ سال زندان محکوم شد که بعدتر محکومیتش به ۱۵ سال کاهش یافت و دوران محکومیت خود را در پادگان انضباطی ایالات متحده در فورت لون‌وورت گذراند. وی پس از گذراندن کمتر از پنج سال از دوران محکومیتش، در ۱۴ مارس ۲۰۱۴ از آزادی مشروط برخوردار شد. از زمان آزادی از زندان به شغل کشاورزی مشغول بوده است. بهنا در ۶ می ۲۰۱۹ از رئیس‌جمهور دونالد ترامپ عفو دریافت کرد.